# فيتالي فريدزون
فيتالي فريدزون (بالروسية: Фридзон, Виталий Валерьевич)‏ مواليد 14 أكتوبر 1985، هو لاعب كرة سلة روسي ويحمل الرقم 7. يبلغ طوله 6 قدم 5 بوصة (2.0 م).

## فرق لعب لها
- خيمكي (كرة سلة)
- نادي سسكا موسكو لكرة السلة

## الميداليات
| الميدالية | المسابقة                                           |
| --------- | -------------------------------------------------- |
| برونزية   | كرة السلة في الألعاب الأولمبية الصيفية 2012 – رجال |
| برونزية   | بطولة أمم أوروبا لكرة السلة 2011                   |

## روابط خارجية
- فيتالي فريدزون على موقع الاتحاد الدولي لكرة السلة (الإنجليزية)
- فيتالي فريدزون على موقع الدوري الأوروبي لكرة السلة (الإنجليزية)
- فيتالي فريدزون على موقع كرة السلة الأوروبية.كوم (الإنجليزية)
- فيتالي فريدزون على موقع DraftExpress.com (الإنجليزية)
- فيتالي فريدزون على موقع ريلجم (الإنجليزية)
- فيتالي فريدزون على موقع بروبوليرز (الإنجليزية)
- فيتالي فريدزون على موقع سبورتس رفرنس (الإنجليزية)
- فيتالي فريدزون على موقع أوليمبيديا (الإنجليزية)